# Herman Torres
Herman Torres Filho (Maceió, 15 de janeiro de 1954), o "Mani", é um cantor, compositor, e instrumentista brasileiro.
Seu pai foi para o Rio de Janeiro em 1964 morar com a família, onde Herman foi e voltou para sua terra natal, Maceió - Alagoas, durante anos. Criado nas esquinas do Rio de Janeiro com o rock, conheceu o cantor Fagner quando estava voltando a Maceió e foi convidado para tocar baixo em sua banda. Também foi conselheiro no Conselho Nacional dos Direitos Autorais, sendo um crítico da distribuição de direitos aos produtores musicais.
Em sua trajetória, estabeleceu parcerias musicais com alguns dos mais destacados expoentes da MPB, gravou discos (atuando também como cantor, arranjador e diretor musical) e participou de uma das formações da banda Gang 90 & As Absurdettes (guitarra, baixo e vocal) durante o boom do rock nacional dos anos 1980, no ritmo da new wave. Emplacou algumas trilhas sonoras de novelas da Rede Globo e participou do especial infantil Plunct, Plact, Zum!, com a música "Será Que o King Kong é Macaca?".
O nome de Herman Torres aparece nas fichas técnicas de uma boa porção de discos de sucesso que marcaram gerações, seja com alguma música que foi composta por ele ou que teve participação dele como cantor, instrumentista ou arranjador. 
Se Gang 90 & As Absurdettes fez história, Herman Torres tem seu nome marcado na música brasileira, embora, desconhecido do grande público (em parte por ser sina dos compositores).

## Carreira
Em 1976, Herman Torres tocou baixo no albúm Raimundo Fagner do cantor e compositor cearense. Em 1977 participou do álbum Espelho Cristalino de Alceu Valença, onde tocou viola de doze cordas.
Em 1978, Amelinha lançou o disco Frevo Mulher, no qual incluiu de sua autoria a canção "Noites de Cetim", parceria com o poeta Sérgio Natureza. No ano seguinte, Ney Matogrosso, em LP Seu Tipo, interpretou "Trapaça", composta em parceria com Salgado Maranhão. "Bate-boca" também foi gravada por Ney Matogrosso.
Em 1981, gravou o primeiro disco solo, pela PolyGram, no qual incluiu "Trapaça", "Peleja" e "Lama das Canções", todas em parceria com o poeta Salgado Maranhão, além de parcerias com Fausto Nilo e Sérgio Natureza. Neste mesmo ano, Zizi Possi interpretou um de seus grandes sucessos, "Caminhos de Sol" (com Salgado Maranhão) e tornou-se o primeiro sucesso nacional da cantora. Posteriormente a música foi incluída como tema na novela A Viagem (1994), da Rede Globo, desta vez gravada pela banda Yahoo. 
Nesta mesma época, integrou o grupo Gang 90 & As Absurdettes, com o qual gravou vários discos e participou de diversos shows.
Já em 1982, Amelinha gravou de sua autoria "Choro da Lua" (com Salgado Maranhão), no LP Mulher Nova, Bonita e Carinhosa faz o Homem Gemer sem Sentir Dor. Ainda nesse mesmo ano participou do LP A Força Verde de Zé Ramalho.
Em 1983, "Coração por Dentro", outra parceria com Salgado Maranhão, foi incluída no disco de Rosa Maria, lançado pela gravadora Eldorado. Neste mesmo ano gravou, junto com o grupo Gang 90 & As Absurdettes o LP Essa Tal de Gang 90. Desse disco, foi extraído o compacto "Nosso Louco Amor", que virou tema da novela Louco Amor, da Rede Globo. Vendeu 100 mil cópias e projetou o grupo para todo o país.
No ano seguinte, "Alguma Coisa", também em parceria com Salgado Maranhão, foi interpretada por Amelinha no disco Água e Luz, lançado pela gravadora CBS. Neste mesmo ano, em dueto com Serguei gravou "Mamãe Não Diga Nada ao Papai/Alegria" em compacto simples.
No final de 1984 a música "Paixão" embalou as cenas do personagem Edu vivido por Tony Ramos na novela Livre Para Voar. Neste mesmo ano, Herman Torres abandona a Gang 90 e monta a banda Cadillac, que foi lançada pela gravadora Warner. A banda tem a primeira e única versão brasileira da canção "Cocaine", de J. J. Cale.
No ano de 1985 interpretou "Super Flipper", composição de autoria de Wilson Botelho e Sérgio Natureza no LP Tropclip da trilha sonora do filme homônimo. Ainda neste disco participaram Barão Vermelho, Marisa Monte, Zé Renato, Celso Blues Boy e Roupa Nova, entre outros. Neste mesmo ano gravou as canções "Cristina" e "Você me Trocou Por ela".
Em 1994, Fábio Júnior gravou "Aos seus Cuidados" (de Herman Torres e Sérgio Sá) e, em 1996, "Lar doce mar" (também de amos os compositores).

## Discografia
- 1987 - Pedra 90 (Continental/LP)[2]
- 1985 - Rosas & Tigres (Som Livre/LP)
- 1985 - Tropclip (Philips/LP)
- 1984 - Mamãe Não Diga Nada ao Papai/Alegria (EP)
- 1983 - Essa Tal de Gang 90 & As Absurdettes (RCA Victor/LP)
- 1983 - Nosso Louco Amor (RCA Victor/EP)
- 1981 - Herman Torres (PolyGram/LP)
- 1981 - Perdidos na Selva/Lilik Lamê (Hot/EP)

## Composições
- Alguma Coisa (com Salgado Maranhão)[2]
- Caminhos de Sol (com Salgado Maranhão)
- Choro de Lua (com Salgado Maranhão)
- Coração por Dentro (com Salgado Maranhão)
- Lama das Canções (com Salgado Maranhão)
- Noites de Cetim (com Sérgio Natureza)
- Peleja (com Salgado Maranhão)
- Revoando (com Sérgio Natureza)
- Saudade (com Sérgio Natureza)
- Trapaça (com Salgado Maranhão)
- Paixão
- Nosso Louco Amor (com Júlio Barroso)